# Малыгина, Дарья Николаевна
Дарья Николаевна Малыгина (р. 4 апреля 1994 года, Абаза, Хакасия) — российская волейболистка, центральная блокирующая, чемпионка России 2015.

## Биография
В 2010—2015 Дарья Малыгина выступала за команду «Динамо-Казань». До 2013 играла только за молодёжную команду клуба, а в сезоне 2013/2014 провела один матч уже за основную команду в суперлиге чемпионата России. В сезоне 2014/2015 волейболистка выиграла золотую медаль российского первенства, проведя 10 игр в суперлиге. В 2015—2017 выступала за подмосковное «Заречье-Одинцово». В 2017 вернулась в Казань, в 2019 заключила контракт с ВК «Сахалин», а в 2020 — с «Тулицей».
В 2016 Дарья Малыгина дебютировала в национальной сборной России, приняв участие в розыгрыше Гран-при, а затем и в Олимпийских играх в Рио-де-Жанейро. 

### Клубная карьера
- 2010—2013 —  «Динамо-Казань»-2 (Казань);
- 2014—2015 —  «Динамо-Казань» (Казань);
- 2015—2017 —  «Заречье-Одинцово» (Московская область);
- 2017—2019 —  «Динамо-Казань» (Казань);
- 2019—2020 —  «Сахалин» (Южно-Сахалинск);
- 2020—2022 —  «Тулица» (Тула);
- 2022—2023 —  «Динамо-Метар» (Челябинск);
- с 2023 —  «Ленинградка» (Санкт-Петербург).

## Достижения

### Со сборными
- Участница Гран-при 2016;
- Участница Олимпийских игр 2016;
- Участница розыгрышей Лиги наций 2018 и 2021;
- Участница чемпионата мира 2018.

### С клубами
- Чемпионка России 2015;
  - серебряный (2018) и бронзовый (2024) призёр чемпионатов России..
- победитель розыгрыша Кубка России 2017;
  - двукратный серебряный (2023, 2024) и двукратный бронзовый (2018, 2022) призёр розыгрышей Кубка России.